# Karl Wilhelm Wach
Karl Wilhelm Wach (ur. 11 września 1787 w Berlinie, zm. 24 listopada 1845 tamże) – niemiecki (pruski) malarz epoki romatyzmu.

## Życiorys

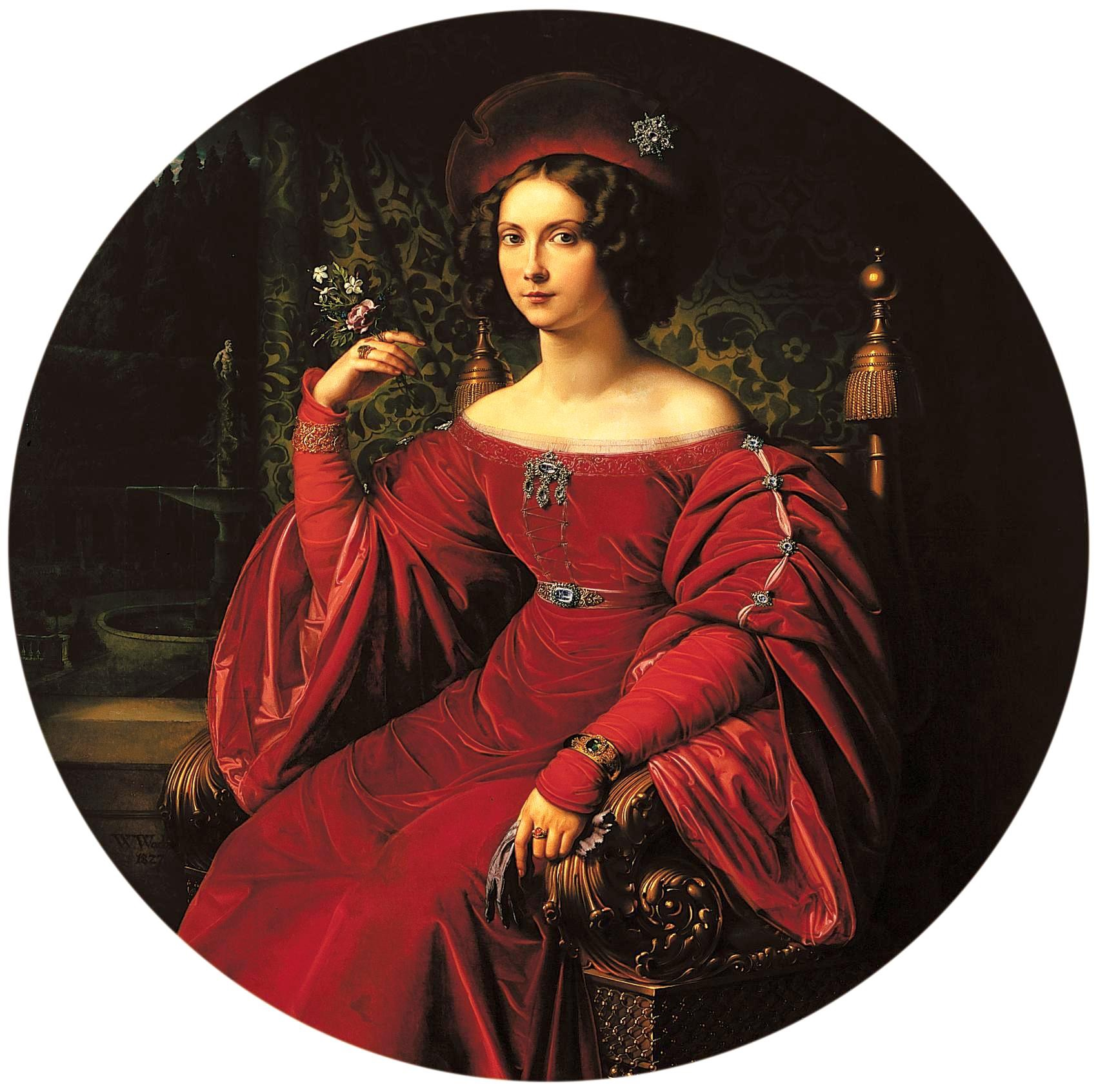
Portret Anny Elżbiety Raczyńskiej (1827)

Pochodził z rodziny radcy wojennego. Zdolności malarskie wykazywał od dzieciństwa. Brał lekcje u malarza Karla Kretschmara. W wieku dwudziestu lat prowadził wykłady z perspektywy, którą szczególnie studiował. Jego pierwsze samodzielne dzieło to Chrystus z czterema świętymi (1807, kościół w Paretz, obraz wisi tam do dziś). W 1811 stworzył na zlecenie króla portret królowej Luizy. 
Od 1813 do 1815 służył w czwartym pułku Kurmark Landwehr. W 1814 odbył podróż studyjną do Holandii. W 1815 walczył pod dowództwem generała Bogislava Friedricha Emanuela von Tauentziena. Po wkroczeniu Niemców do Paryża wziął urlop i przebywał w tym mieście przez trzy lata. Był wówczas uczniem Jacquesa-Louisa Davida, a po jego wygnaniu Antoine'a-Jeana Grosa. Stał się w tym czasie zwolennikiem francuskiego klasycyzmu. 
W 1817 otrzymał stypendium królewskie i przedostał się przez Szwajcarię do Włoch, gdzie kopiował dzieła quattrocentystów i prowadził badania nad malarstwem Rafaela, którego styl i poglądy w całości przyjął. W 1819 wrócił do Berlina i otworzył pracownię mistrzowską w magazynie królewskim. Zaczął kształcić studentów (do 1837 ponad siedemdziesięciu). Został za to mianowany najpierw profesorem, następnie członkiem akademii, a w 1827 królewskim malarzem nadwornym. 
W tym czasie zrealizował m.in. obraz na suficie w berlińskim teatrze schinklowskim, dwa ołtarze dla cerkwi św. Piotra i Pawła w Moskwie, czy portrety hrabiny Anny Elżbiety Raczyńskiej i Atanazego Raczyńskiego (ten drugi w 1826).
Od lat trzydziestych XIX wieku jego twórczość zaczęła być poddawana krytyce, a popularność słabła. Oskarżano go m.in. o pustkę wewnętrzną. Przez dziesięć lat był członkiem komisji porządkowania zbiorów Muzeum Królewskiego, a od 1840 wicedyrektorem Królewskiej Akademii Sztuk.

## Galeria

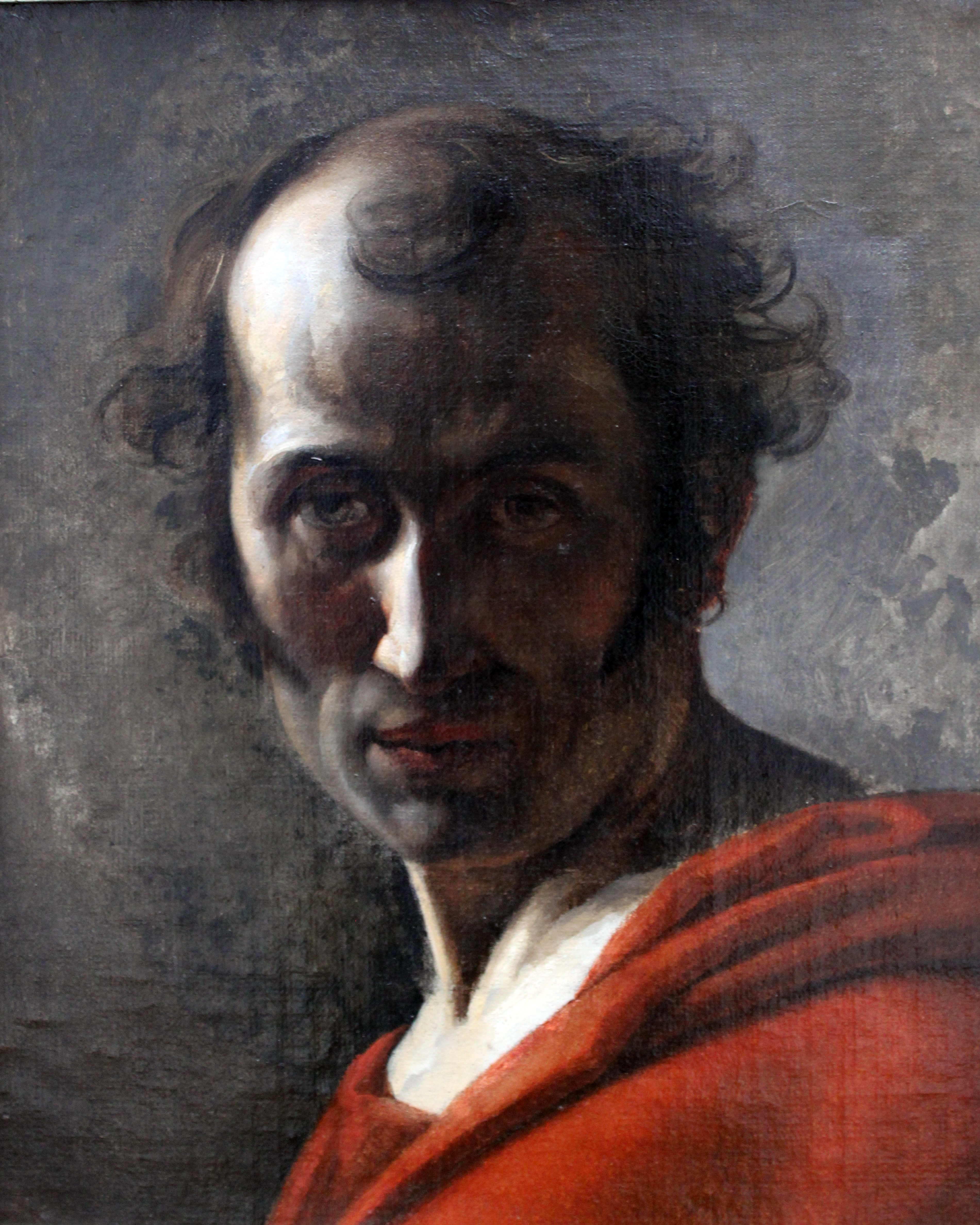
Studium męskie (1816)
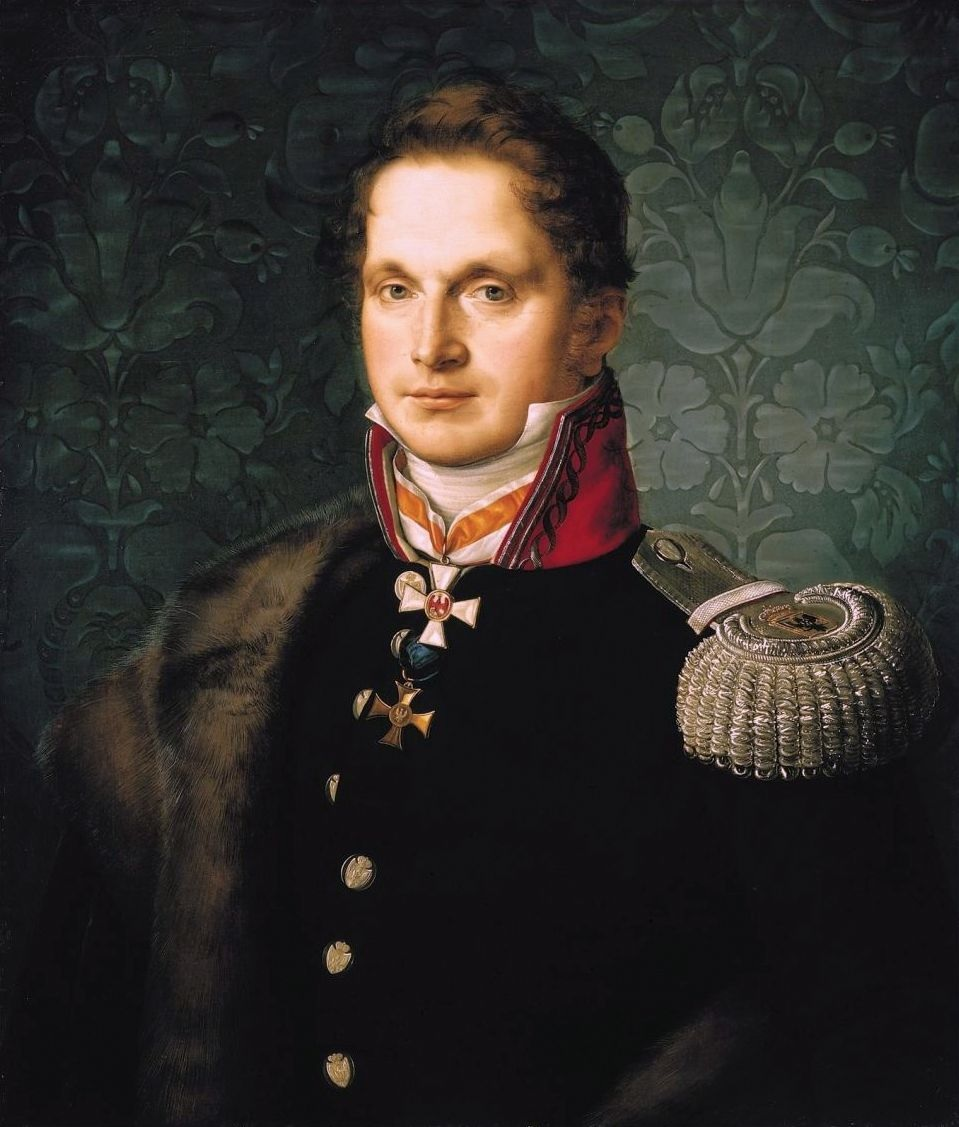
Portret Atanazego Raczyńskiego (1826)
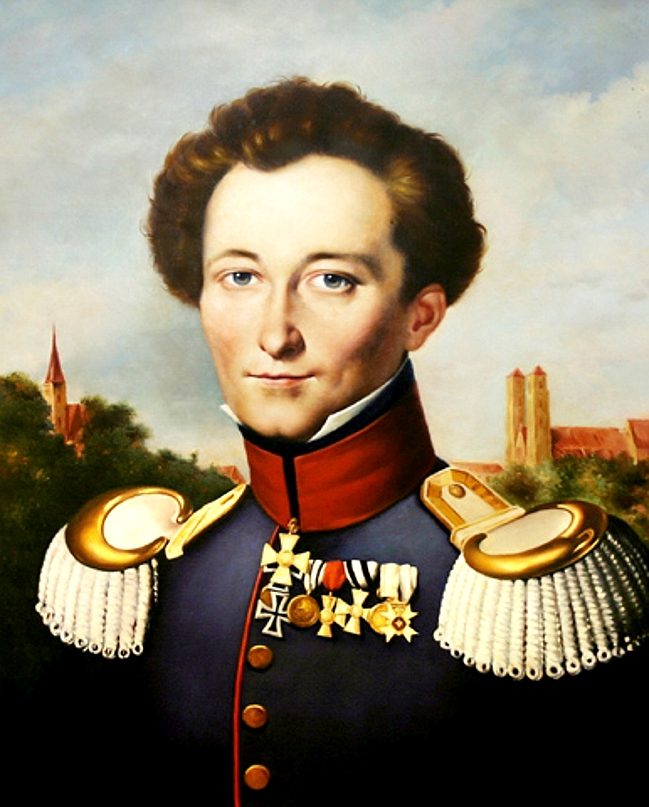
Portret Carla von Clausewitza
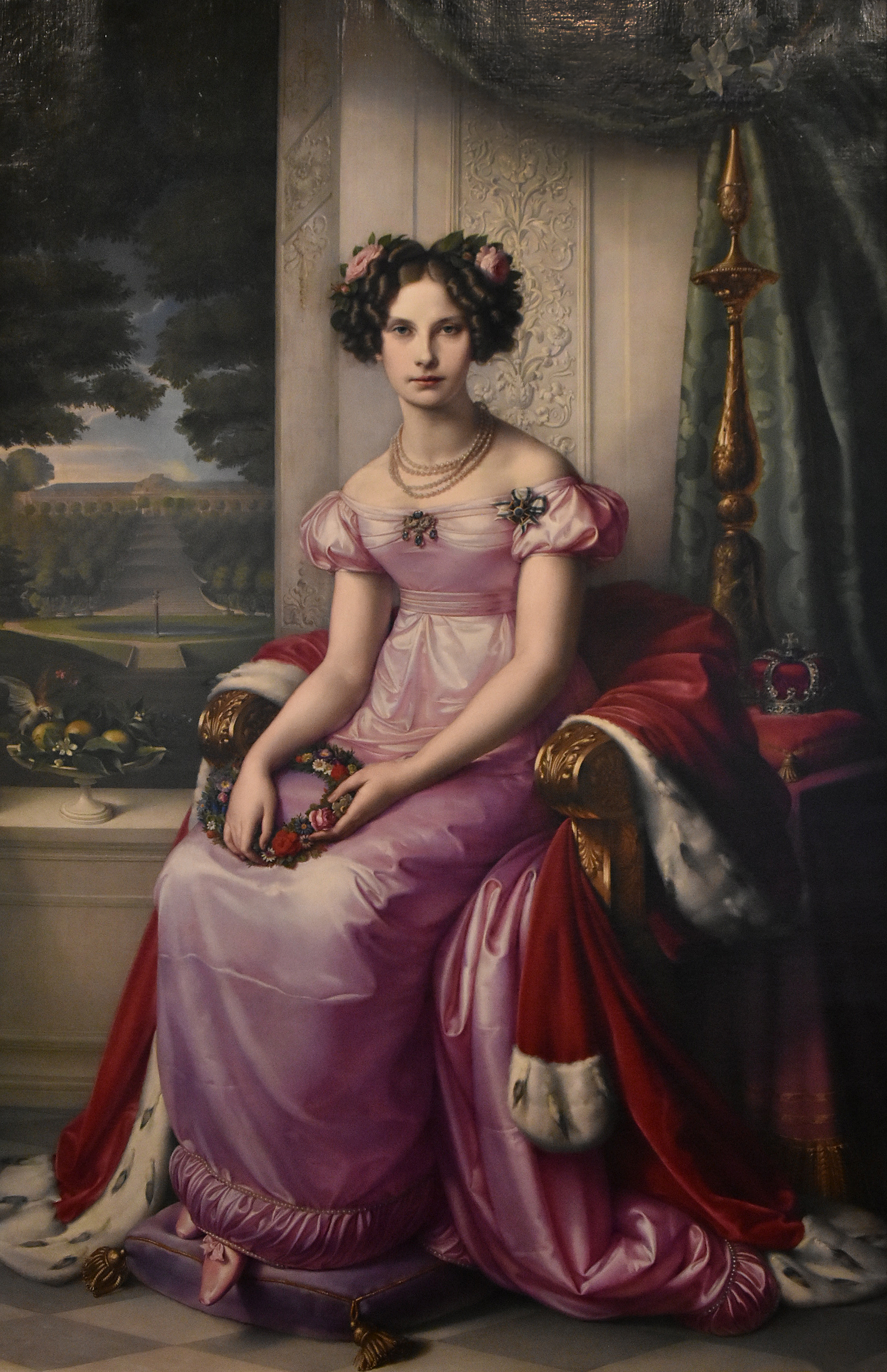
Portret Luizy Pruskiej